# Helênio Enéas Chaves Coutinho
Helênio Enéas Chaves Coutinho (Itaúna, 5 de dezembro de 1926 – 10 de setembro de 2011) foi um médico brasileiro. 
Foi eleito membro da Academia Nacional de Medicina em 1994, ocupando a cadeira 31, que tem Antônio Augusto de Azevedo Sodré como patrono.